# Apagapenol
En náutica, el Apagapenol (Sobrebolina) es una cuerda que hecha firme en las puntas u otro paraje de las orillas de las velas cuadras, sirve para cargarlas y cerrarlas, o quitarles el viento hacia el penol o extremidad de la verga. (fr. Cargue bouline; ing. Leech line; it. Serra pennoni).

## Etimología
El Apagapenol se llama también Sobrebolina.